# Oxo (crater)
Oxo este un mic crater de impact pe planeta pitică Ceres, situată în emisfera nordică a lui Ceres. Este a doua cea mai strălucitoare formă de relief de pe Ceres. Craterul a fost numit după zeul Candomblé (și Yoruba) al agriculturii.

## Formare
Oxo este un crater foarte tânăr, fiind format acum doar 190+100
−70 Ka (mii de ani),  și este situat în întregime în craterul Duginavi, mai vechi, puternic erodat. În ciuda dimensiunilor sale relativ mici, impactul care l-a creat pe Oxo a pătruns mai adânc în Ceres decât multe cratere mai mari, atingând o adâncime de 4.802 de metri și a excavat cantități semnificative de material strălucitor care a fost distribuit inegal pe toată pătura de resturi a craterului.

## Caracteristici fizice
Ca urmare a vârstei recente a lui Oxo, are o margine a foarte ascuțită și o pătură de resturi bine definită. De asemenea, găzduiește mulți bolovani mari; bolovanii produși de cratere mai vechi au fost în mare parte distruși de impacturi cu micrometeoroizi.
Oxo suferă în mod activ de sublimarea gheții, datorită vârstei sale recente. Această gheață este situată de-a lungul peretelui sudic al craterului.